# Marc Webb
Marc Preston Webb (Bloomington, 31 agosto 1974) è un regista e produttore televisivo statunitense.

## Biografia
Dopo alcuni cortometraggi dirige molti video musicali di star internazionali. Nel 2009 debutta al cinema con il suo primo lungometraggio, la commedia romantica (500) giorni insieme. Nel 2010 viene scelto dalla Sony Pictures per dirigere The Amazing Spider-Man (2012), reboot della serie di film sull'Uomo Ragno..

## Filmografia

### Regista

#### Cinema
- (500) giorni insieme ((500) Days of Summer) (2009)
- The Amazing Spider-Man (2012)
- The Amazing Spider-Man 2 - Il potere di Electro (The Amazing Spider-Man 2) (2014)
- Gifted - Il dono del talento (Gifted) (2017)
- The Only Living Boy in New York (2017)
- Biancaneve (Snow White) (2025)

#### Televisione
- The Office – serie TV, 1 episodio (2010)
- Lone Star – serie TV, episodio pilota (2010)
- Limitless – serie TV, episodio pilota (2015)
- The Society – serie TV, 3 episodi (2019)
- Why Women Kill – serie TV, 2 episodi (2019)
- Rebel – serie TV, 1 episodio (2021)
- Just Beyond – serie TV, 2 episodi (2021)
- Morte e altri dettagli – serie TV, 1 episodio (2024)
- High Potential – serie TV, 1 episodio (2024)

#### Cortometraggi
- Seascape (2003)
- L.A. Suite (2006)

### Produttore esecutivo

#### Televisione
- Battleground – serie TV, 12 episodi (2012)
- Limitless – serie TV, 17 episodi (2015-2016)
- Crazy Ex-Girlfriend – serie TV, 62 episodi (2015-2019)
- Instinct – serie TV, 16 episodi (2018-2019)
- The Society – serie TV, 10 episodi (2019)
- The Code – serie TV, 12 episodi (2019)
- Blood & Treasure – serie TV, 11 episodi (2019)
- Why Women Kill – serie TV, 20 episodi (2019-2021)
- Rebel – serie TV, 10 episodi (2021)
- The Republic of Sarah – serie TV, 13 episodi (2021)
- Just Beyond – serie TV, 8 episodi (2021)

## Videografia
1997
- The Shame Idols - My Star
- B'z - Tonight To The Moonlit Hill
- Blues Traveler - Canadian Rose

1999
- Earth to Andy - Still After You

2000
- Cold – Just Got Wicked
- Santana feat. Musiq - Nothing At All

2001
- On the Line All Stars feat. Lance Bass – On the Line
- Anastacia – Not That Kind
- Backstreet Boys - Invitation Only
- 3 Doors Down - Duck And Run
- Good Charlotte – The Motivation Proclamation
- AFI – The Days of the Phoenix
- Big Dumb Face – Duke Lion
- Oleander - Are You There?
- Green Day – Waiting
- Good Charlotte – Festival Song
- Professional Murder Music – Slow
- Stereomud – Pain
- Godhead - Eleanor Rigby
- Live feat. Tricky – Simple Creed
- Pressure 4-5 – Beat the World
- Tru Vibe - On The Line

2002
- Unwritten Law - Seein' Red
- Counting Crows – American Girls
- SOiL – Unreal
- Puddle of Mudd – She Hates Me
- Maroon 5 – Harder to Breathe
- Hatebreed – I Will Be Heard
- The Wallflowers – When You're On Top
- O-Town – These are The Days
- Disturbed - Remember

2003
- Cold - Stupid Girl
- P.O.D. - Sleeping Awake
- AFI – The Leaving Song pt. 2
- Santana feat. Alex Band - Why Don't You & I
- 3 Doors Down - Here Without You
- Memento - Saviour
- Wakefield – Say You Will
- MxPx - Everything Sucks
- P.O.D. - Will You
- Brand New – Sic Transit Gloria... Glory Fades

2004
- P.O.D. - Change The World
- Gavin DeGraw - I Don't Want to Be
- Smile Empty Soul - Silhouettes
- Puddle of Mudd – Heel Over Head
- Midtown - Give It Up
- Yellowcard – Ocean Avenue
- My Chemical Romance - I'm Not Okay (I Promise)
- Sparta – Breaking the Broken
- Jesse McCartney – Beautiful Soul
- Dirty Vegas - Walk In To The Sun
- Coheed and Cambria – Blood Red Summer
- Switchfoot – Dare You to Move
- Hoobastank – Disappear

2005
- Jimmy Eat World – Work
- Daniel Powter – Bad Day
- The Used – All that I've Got
- My Chemical Romance – Helena
- Snow Patrol – Chocolate
- Low Millions – Eleanor
- Trey Songz feat. Twista – Gotta Make It
- Antigone Rising – Don't Look Back
- Hot Hot Heat – Middle of Nowhere
- Incubus – Make a Move
- Hilary Duff – Wake Up
- My Chemical Romance – The Ghost of You
- Ashlee Simpson - Boyfriend
- Daniel Powter - Free Loop (One Night Stand)
- Yellowcard - Lights and Sounds
- Weezer - Perfect Situation

2006
- The All-American Rejects - Move Along
- Matisyahu - Youth
- Aly & AJ - Rush
- Daniel Powter - Lie To Me
- Yellowcard - Rough landing, Holly
- AFI - Miss Murder
- Ashlee Simpson - Invisible
- Fergie - London Bridge
- Regina Spektor - Fidelity
- Evanescence - Call Me When You're Sober
- AFI - Love Like Winter
- Pussycat Dolls feat. Timbaland - Wait a Minute
- Barefoot - Rain
- Teddy Geiger - These Walls

2007
- Good Charlotte - The River
- Relient K - Must Have Done Something Right
- Sean Combs - Last Night
- My Chemical Romance - I Don't Love You
- My Chemical Romance - Teenagers
- Evanescence - Good Enough (co-regia di Rich Lee)
- Blaqk Audio - Stiff Kittens (coregia di Rich Lee)
- Regina Spektor - Better
- Fergie - Clumsy (co-regia di Rich Lee)
- Miley Cyrus - Start All Over

2008
- Lenny Kravitz - I'll Be Waiting (inedito)
- Maroon 5 - Goodnight, Goodnight
- Nelly feat. Fergie - Party People
- The All-American Rejects - Gives You Hell

2009
- Green Day - 21 Guns
- She & Him - Why Do You Let me Stay Here?
- Green Day - 21st Century Breakdown
- Weezer - (If You're Wondering If I Want You To) I Want You To

2010
- Green Day - Last of the American Girls
- Taking Back Sunday - Faith (When I Let You Down)

2011
- Avril Lavigne - Wish You Were Here

2017
- Zayn feat. Sia - Dusk Till Dawn